# Bruno Nascimento
Bruno Andrade de Toledo Nascimento  (30 mei 1991, Caçapava) is een Braziliaanse voetbalspeler die doorgaans als verdediger speelt.

## Carrière
Nascimento's carrière begon in zijn geboorteland Brazilië bij Desportivo Brasil, waar hij tot 2010 in de jeugd speelde. Datzelfde jaar maakte hij een transfer naar GD Estoril-Praia, op dat moment actief in de Segunda Liga. Met de Portugese club wist hij in het seizoen 2012-2013 te promoveren naar de Primeira Liga. In januari van dat jaar werd hij tot het einde van het seizoen verhuurd aan  1. FC Köln, dat tevens een optie tot koop beding. Nascimento debuteerde voor de Duitse club in de 2. Bundesliga, in een duel tegen FC St. Pauli. Zijn eerste doelpunt wist hij in de 34e speelronde te maken, tegen FC Ingolstadt 04. Aan het einde van het seizoen besloot de club Nascimento definitief over te nemen. Hij kreeg een contract tot juni 2017.
Aan de start van het seizoen 2014/15 werd Nascimento en vier teamgenoten bij FC Köln medegedeeld dat ze niet meer in de plannen van de trainer voorkwamen. In eerste instantie zou hij daarom naar het tweede elftal van de club gaan, tot er een huurovereenkomst werd aangegaan met Estoril-Praia. Dit betekende dat Nascimento in het seizoen 2014/15 uit zou komen voor zijn oude club, die behalve in de Primeira Liga ook in de  UEFA Europa League actief was. FC Köln verhuurde Nascimento in juli 2015 vervolgens voor een jaar aan CD Tondela, dat in het voorgaande seizoen promoveerde naar diezelfde Primeira Liga.

## Erelijst
GD Estoril-Praia
- Kampioen Portugese Segunda Liga en promotie naar de Primeira Liga: 2012

 1. FC Köln
- Kampioen 2. Bundesliga en promotie naar de Bundesliga: 2014